# Genoa Open Challenger 2018
Il Genoa Open Challenger 2018 è stato un torneo di tennis facente parte della categoria ATP Challenger Tour nell'ambito dell'ATP Challenger Tour 2018. Si è giocato a Genova in Italia dal 3 al 9 settembre 2018 su campi in terra rossa e aveva un montepremi di €127,000+H.

## Partecipanti singolare

### Teste di serie
| Nazionalità | Giocatore         | Ranking* | Testa di serie |
| ----------- | ----------------- | -------- | -------------- |
| Francia     | Benoît Paire      | 56       | 1              |
| Slovacchia  | Martin Kližan     | 71       | 2              |
| Italia      | Paolo Lorenzi     | 94       | 3              |
| Polonia     | Hubert Hurkacz    | 109      | 4              |
| Argentina   | Federico Delbonis | 111      | 5              |
| Argentina   | Guido Andreozzi   | 113      | 6              |
| Brasile     | Thiago Monteiro   | 118      | 7              |
| Italia      | Lorenzo Sonego    | 121      | 8              |

- Ranking al 27 agosto 2018.

### Altri partecipanti
Giocatori che hanno ricevuto una wild card:
- Filippo Baldi
- Andrea Basso
- Dustin Brown
- Giovanni Fonio

Giocatori che sono passati dalle qualificazioni:
- Alen Avidzba
- Sumit Nagal
- Andrea Pellegrino
- Zsombor Piros

## Vincitori

### Singolare
Lorenzo Sonego ha battuto in finale  Dustin Brown con il punteggio di 6–2, 6–1.

### Doppio
Kevin Krawietz /  Andreas Mies hanno battuto in finale  Martin Kližan /  Filip Polášek con il punteggio di 6–2, 3–6, [10–2].